# قبيعة سنوية
قُبَّيْعَة سنويَّة (الاسم العلمي: Carrichtera annua)، نبات عشبي حولي من فصيلة الصليبية، وهو النوع الوحيد في جنس القُبيعة. أعطانها الأصلية في أجزاء منطقة البحر المتوسط (المغرب وإسبانيا وإيطاليا واليونان) وغرب آسيا (العراق وإيران)، وجُنس في أستراليا. وهي نبته صغيرة حولية تنمو عادًة بطول 5-40 سم. السيقان والأوراق والثمار مغطاة بزغب خشن، الأوراق مقسمة بعمق يصل إلى 10 سم إلى عدة فصوص ضيقة. تحتوي زهورها الصفراء على أربع بتلات (طولها 8-9 مم) مع عروق أرجوانية.